# Krašovice
Krašovice (deutsch. Kraschowitz) ist eine Gemeinde in Tschechien. Sie liegt ca. 20 km nördlich von Plzeň im nördlichen Teil des Bezirkes Plzeň-Nord.

## Geschichte
Die erste schriftliche Erwähnung von Krašovice ist im Jahr 1232, als Jetřich I. Eigentümer der Festung Krašovické war. Nach seinem Tod erbte sein Sohn Jetřich II. Krašovice, der das Dorf jedoch im Jahr 1339 verkaufte. In der Folge gab es eine Vielzahl von Eigentümern, einer der bekanntesten war Peter von Vrtba.
Während der Hussitenkriege wurden das Dorf und die Festung niedergebrannt. Die Festung wurde nie wieder aufgebaut. In der Folgezeit wurde Krašovice von Burian von Gutstein (Burian z Gutštejna) gekauft, der das Gut mit Bělá zusammenschloss. In einem Dokument aus dem Jahre 1772 wird die ursprünglich romanische Kirche erwähnt und festgestellt, dass Reparaturen notwendig sind. An den Ort der Kirche wurde im Jahre 1778 eine neue Kirche gebaut.

## Söhne und Töchter der Gemeinde
- Hanuš Zápal – Architekt